# Рожнов-под-Радгоштем
Ро́жнов-под-Ра́дгоштем (чеш. Rožnov pod Radhoštěm) — город в Злинском крае Чехии, в 17 км к северо-востоку от города Всетина на реке Рожновска Бечва у подножия холмов Всетин на высоте 378 м.
Население составляет 16 469 жителей на 2018 год.
Рожнов-под-Радгоштем известен, в частности, своим музеем под открытым небом «Валахия». До 1913 года назывался просто Рожнов.

## История
Впервые Рожнов упоминается в 1267 году в уставе его основателя, оломоуцкого епископа Бруно фон Шауэнбурга. Рожновский замок, который был известен уже в 1310 году, служил вместе с замками Гельфштин и Гуквальды для защиты Моравии от венгерских захватчиков. Замок был частично разрушен в 1539 году по приказу императора Фердинанда I, сегодня он разрушен полностью.
С 1548 года до 19-го века город находился в собственности семьи Жеротинов, во времена правления которых произошло развитие производства стекла, тканого белья и муслина. Об их правлении напоминает чёрный лев в городском гербе.
В 1687 году в Рожнове была заложена бумажная фабрика, а с 1712 года действует пивоваренный завод, построенный Карелом Йиндржихом из семьи Жеротинов. В 1748—1752 годах после предыдущих деревянных церквей была построена новая, кирпичная церковь Всех Святых.
В 1796 году врач из Брно Франтишек Крочак заявил о целебном эффекте местных климатических условий и отправил в город первых четырёх пациентов с легочными заболеваниями. С тех пор Рожнов стал известен как климатический курорт. Пациентов лечили жинчицей и прогулками, позже добавились ванны и электротерапия. В начале 20-го века здесь был спа-курорт, Рожнов был одним из лучших лечебных центров в Европе из-за благоприятного климата. Около 3000 гостей приезжали каждый сезон для лечения респираторных и сердечных заболеваний. Среди них был основатель психоанализа Зигмунд Фрейд и натуралист Грегор Мендель. Спа-центр был упразднен в 1953 году.

## Население
| Год  | Численность | Численность |
| ---- | ----------- | ----------- |
| 1869 | 4415        | [ 9 ]       |
| 1880 | 4207        | [ 9 ]       |
| 1890 | 4076        | [ 9 ]       |
| 1900 | 4140        | [ 9 ]       |
| 1910 | 4240        | [ 9 ]       |
| 1921 | 4178        | [ 9 ]       |
| 1930 | 4772        | [ 9 ]       |
| 1950 | 4928        | [ 9 ]       |
| 1961 | 7671        | [ 9 ]       |
| 1970 | 10 885      | [ 9 ]       |
| 1980 | 15 468      | [ 9 ]       |
| 1991 | 17 727      | [ 4 ]       |
| 2001 | 17 845      | [ 9 ]       |
| 2014 | 16 672      | [ 10 ]      |
| 2016 | 16 541      | [ 11 ]      |
| 2017 | 16 477      | [ 12 ]      |
| 2018 | 16 469      | [ 13 ]      |
| 2019 | 16 420      | [ 14 ]      |
| 2020 | 16 398      | [ 15 ]      |
| 2021 | 16 280      | [ 16 ]      |
| 2022 | 16 077      | [ 17 ]      |
| 2023 | 16 205      | [ 18 ]      |
| 2024 | 16 151      | [ 19 ]      |
| 2025 | 16 063      | [ 6 ]       |

## Города-побратимы
- Поважска-Бистрица, Словакия